# Emily Dreissigacker
Emily Dreissigacker (* 29. November 1988) ist eine ehemalige US-amerikanische Biathletin.

## Privatleben
Emily Dreissigacker wuchs in Morrisville im US-amerikanischen Bundesstaat Vermont auf. Ihre Mutter Judy Geer nahm als Ruderin an den Olympischen Spielen 1976 und 1984 teil, ihr Vater Dick Dreissigacker ist fünfmaliger US-amerikanischer Meister im Rudern, nahm an den Olympischen Spielen 1972 in München teil und gründete später mit Emilys Onkel Peter den Ruder- und Skilanglaufausrüster Concept2. Ihre Geschwister Hannah (* 1986) und Ethan (* 1991) sind ebenfalls Biathleten.

## Werdegang
Als kleines Kind lernte Emily Dreissigacker bereits Skifahren und nahm während ihrer Zeit an der People's Academy High School bereits an nationalen Meisterschaften im Jugend- und Juniorenbereich teil. Während ihres letzten Jahres an der Highschool fing sie an zu rudern und nahm im Sommer 2007 an den Juniorenweltmeisterschaften teil. Als sie auf das Dartmouth College wechselte, um dort Wirtschaftslehre zu studieren, trat sie der Rudermannschaft der Universität bei und wurde zweifache amerikanische Juniorenmeisterin und nahm an den U23-Weltmeisterschaften teil. Nach ihrer Zeit am College trat sie der Rudermannschaft des Green Racing Project in Craftsbury bei, entschied sich aber kurz darauf, wieder zum Langlaufen zu wechseln. Sie versuchte sich auch im Biathlon und fand schnell Gefallen an dieser Sportart.
Ihren ersten Internationalen Wettkampf bestritt Dreissigacker beim IBU-Cup der Saison 2015/16 am 9. Januar 2016 im tschechischen Nové Město na Moravě. Dieses Sprintrennen beendete sie nach fünf Schießfehlern auf Rang 75. Im folgenden Winter startete sie erneut im IBU-Cup und ging auch bei den Biathlon-Europameisterschaften 2017 in Duszniki-Zdrój an den Start. 
Am 26. November 2017 nahm sie an ihrem ersten Weltcuprennen, dem Saisonauftakt im schwedischen Östersund, teil. Nachdem sie und ihr Mannschaftskollege Leif Nordgren in der Single-Mixed-Staffel überrundet wurden, belegten sie den 19. Rang. Im Januar 2018 bestritt sie einige Rennen im IBU-Cup, die dem US-amerikanischen Verband als interne Qualifikationswettkämpfe für die Olympischen Winterspiele 2018 dienten. Kurz darauf wurde sie für die Teilnahme an den Winterspielen nominiert. Sie war die einzige Frau der US-amerikanischen Mannschaft, die sich im Sprint für das Verfolgungsrennen qualifizieren konnte, sie beendete die Wettkämpfe auf den Rängen 51 und 47. Im Einzelwettkampf belegte sie mit vier Schießfehlern den 67. Platz.
Nachdem Donald Trump verkündete, ab dem 13. März 2020 die Einreise in die Vereinigten Staaten aus Europa einstellen zu lassen, reiste die US-amerikanische Biathlonmannschaft am frühen Morgen des 12. März 2020 vorzeitig vom vorletzten Weltcup der Saison 2019/20 in Kontiolahti ab. Am gleichen Tag verkündete Emily Dreissigacker ihren sofortigen Rücktritt vom aktiven Leistungssport.

## Wettkampfbilanz

### Olympische Winterspiele
| Olympische Winterspiele | Olympische Winterspiele | Einzel | Sprint | Verfolgung | Massenstart | Staffel | Mixedstaffel |
| Jahr                    | Ort                     | Einzel | Sprint | Verfolgung | Massenstart | Staffel | Mixedstaffel |
| ----------------------- | ----------------------- | ------ | ------ | ---------- | ----------- | ------- | ------------ |
| 2018                    | Pyeongchang             | 67.    | 51.    | 47.        | –           | 13.     | –            |

### Weltmeisterschaften
| Weltmeisterschaft | Weltmeisterschaft | Einzel | Sprint | Verfolgung | Massenstart | Staffel | Mixedstaffel | Single-Mixedstaffel |
| Jahr              | Ort               | Einzel | Sprint | Verfolgung | Massenstart | Staffel | Mixedstaffel | Single-Mixedstaffel |
| ----------------- | ----------------- | ------ | ------ | ---------- | ----------- | ------- | ------------ | ------------------- |
| 2019              | Östersund         | –      | –      | –          | –           | 9.      | –            | –                   |
| 2020              | Antholz           | 79.    | 63.    | –          | –           | 15.     | –            | –                   |

### Platzierungen im Biathlon-Weltcup
Die Tabelle zeigt alle Platzierungen (je nach Austragungsjahr einschließlich Olympische Spiele und Weltmeisterschaften).
- 1.–3. Platz: Anzahl der Podiumsplatzierungen
- Top 10: Anzahl der Platzierungen unter den ersten zehn (einschließlich Podium)
- Punkteränge: Anzahl der Platzierungen innerhalb der Punkteränge (einschließlich Podium und Top 10)
- Starts: Anzahl gelaufener Rennen in der jeweiligen Disziplin
- Staffel: inklusive Mixed- und Single-Mixed-Staffeln

| Platzierung              | Einzel | Sprint | Verfolgung | Massenstart | Staffel | Gesamt |
| ------------------------ | ------ | ------ | ---------- | ----------- | ------- | ------ |
| 1. Platz                 |        |        |            |             |         |        |
| 2. Platz                 |        |        |            |             |         |        |
| 3. Platz                 |        |        |            |             |         |        |
| Top 10                   |        |        |            |             | 4       | 4      |
| Punkteränge              |        |        |            |             | 11      | 11     |
| Starts                   | 6      | 12     | 1          |             | 11      | 30     |
| Stand: 31. Dezember 2021 |        |        |            |             |         |        |